# Sector cuaternario

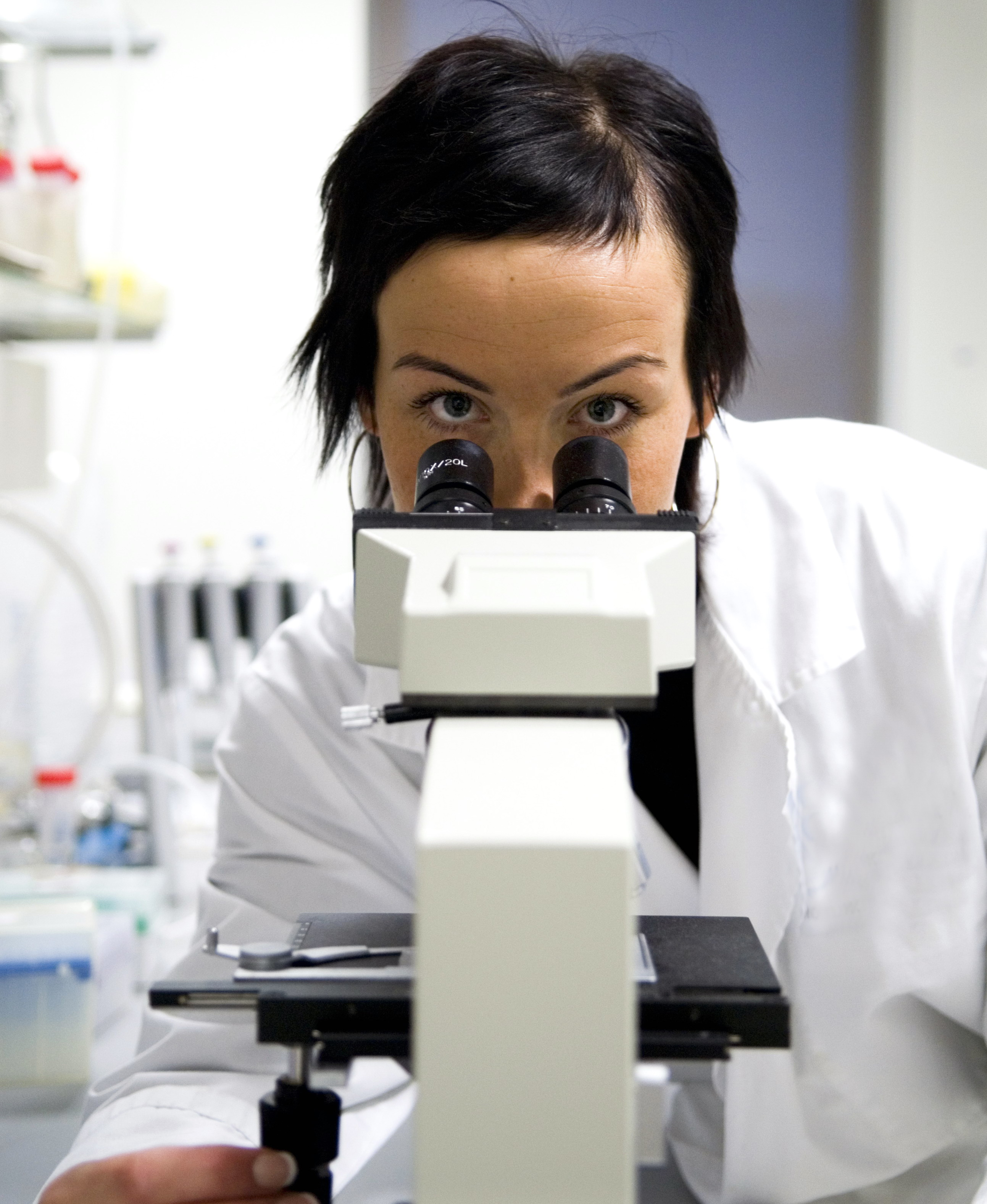
La investigadora LEONA Laufey Hrólfsdóttir utilizando un microscopio. Las empresas biotecnológicas son algunas de las primeras integrantes del sector cuaternario.

El sector cuaternario es una parte de la economía cuyas características más mencionadas son basarse en el conocimiento y ofrecer servicios imposibles de mecanizar, tales como la generación e intercambio de información, tecnología, consultoría, educación, investigación y desarrollo, planificación financiera entre otros servicios o actividades principalmente intelectuales. El término se ha utilizado asimismo para describir a los medios de comunicación, la cultura y el gobierno: puede ser clave en el desarrollo de una mejor juventud ya que incluye también la educación.
En el sector cuaternario las empresas invierten para asegurar una mayor expansión, lo que se ve como un medio de generar mayores márgenes o rentabilidad de las inversiones. La investigación se dirige hacia la reducción de costes, aprovechamiento de los mercados, la producción de ideas innovadoras, nuevos métodos de producción o métodos de fabricación más eficientes, entre otros. Para muchos ramos, como la industria farmacéutica, el sector cuaternario es el de más alto valor añadido, ya que crea productos de los que se beneficiará en un futuro la empresa.
El sector cuaternario incluye actividades vinculadas al desarrollo y la investigación de nuevas tecnologías. Estas tecnologías de punta se aplican a todos los sectores de la economía y llevan la delantera en la investigación científico-tecnológica. Debido a esta naturaleza, el sector requiere de importantes inversiones en capital humano altamente capacitado.

## Características
El sector cuaternario se caracteriza por realizar actividades de innovación, imposibles de mecanizar o desarrollar por inteligencias artificiales y relacionadas con el valor intangible de la información, abarcando la gestión y la distribución de esta y su aplicación en cualquier parte de los otros tres sectores productivos. Así pues, el sector cuaternario se dedica a recabar información y aplicarla para obtener bienes, servicios o procesos innovadores.
Es un sector de gran crecimiento, pese a haber sido exagerado en ocasiones. este sector incluye servicios altamente intelectuales de la investigación, el desarrollo, la innovación y la información, como asesoría tecnológica, asesoría fiscal, programación, etc, pero también la investigación básica y aplicada. Originalmente se le consideraba como parte del sector terciario, pero su importancia, cada vez más creciente y diferenciada, ha hecho que algunos autores aboguen por considerarlo como un sector separado. Sin embargo, no existe acuerdo entre los economistas, por lo que las definiciones y contenidos del término varían según el autor y de hecho, algunos incluyen en él el sector del ocio, el entretenimiento o la administración pública de cada país. Pese a estas discrepancias, la mayoría encuadran en él aquellas empresas e instituciones que prestan servicios relacionados con la tecnología más puntera, como la informática y las TIC (tecnologías de información y comunicación), la robótica, la domótica, la telemática, la biotecnología, la consultoría (asesoría para empresas) y la I+D+I (investigación particularmente en los campos científicos).
Este sector es especialmente importante en los  países desarrollados y requiere una mano de obra altamente cualificada en varias materias y especialmente las CTIM. Pero autoras como Lourdes Casanova niegan que dicho sector cuaternario sea patrimonio de los países desarrollados y menos aún que se mantenga en el siglo XXI con casos como China, India o Brasil que aparecen en determinados índices con algunas de las empresas más innovadoras del mundo.

## Importancia
El sector cuaternario cobra importancia por ser visto como aquel donde las compañías y los países invierten con la perspectiva de asegurar futuras expansiones. Frutos de este sector son robots haciendo funciones de camareros, robots para la recolección y análisis de muestras en otros planetas, o inteligencias artificiales capaces de comprender preguntas abiertas. Se comenta que para muchas empresas, como la farmacéutica Pfizer, este sector es el más valioso, puesto que crea futuras líneas de productos de las que las mismas no solo se beneficiaran a largo plazo sino que pueden ser su sustento.
Es un sector que puede abarcar todo tipo de actividades, como las agrícolas (con casos como la programación de los sistemas de riego por goteo) o las mineras (caso de la localización de metales con valor industrial descubriendo los lugares impactados por asteroides o meteoritos), pero donde más han despuntado ha sido en las empresas orientadas al empleo de tecnología avanzadas como las biotecnológicas, las de programación de aplicaciones, microelectrónica o asesoría financiera.